# 연애광상곡
연애광상곡은 한국에서 제작된 김영환 감독의 1931년 영화이다. 김정숙 등이 주연으로 출연하였고 신용희 등이 제작에 참여하였다.

## 출연

### 주연
- 김정숙
- 나웅

## 제작진
- 작곡: 윤창순